# Licuala orbicularis
Espèce
Synonymes
- Licuala veitchii   W.Watson ex  Hook.f.  (1889)
- Pritchardia grandis   H.J.Veitch   (1885), nom. illeg[1].

Licuala orbicularis est une espèce de plantes à fleurs de la familles des Arecaceae (les palmiers) et du genre Licuala. Il est endémique du sud-ouest du Sarawak sur l'île de Bornéo.

## Description
C’est un petit palmier avec des feuilles entières en forme de ventilateur circulaire, qui pousse comme plante de sous-canopée des forêts tropicales; dans les forêts mixtes de diptérocarpacées et de kerangas, dans les vallées humides et sur les pentes des collines, entre 20 et 550 mètres d'altitude.

### Taxinomie
Licuala orbicularis a été décrit par Odoardo Beccari. et publié dans la revue Malesia; raccolta di osservazioni botaniche intorno alle piante dell'arcipelago Indo-Malese e Papuano , en 1886 .

### Étymologie
Licuala: nom générique qui vient de la latinisation du nom vernaculaire, leko wala, soi-disant utilisé pour Licuala spinosa à Makassar, dans les Célèbes. (J. Dransfield, N. Uhl, C. Asmussen, W.J. Baker, M. Harley et C. Lewis. 2008)
orbicularis : épithète latine signifiant « orbiculaire, circulaire », pour rendre compte de la forme assez remarquable de ses feuilles.